# Проезд Черепановых
Прое́зд Черепа́новых — улица в Северном административном округе города Москвы на территории района Коптево. Расположен между улицей Клары Цеткин и линией Октябрьской железной дороги.

## История
Проезд Черепановых был образован 23 января 1964 года. Он включил в себя бывшее Станционное шоссе и некоторые другие улицы. В ноябре 2020 года проезд был продлён за счёт Проектируемого проезда № 490.
Проезд получил название в честь русских изобретателей отца и сына Черепановых, создателей первого в России паровоза.

## Расположение
Проезд Черепановых начинается неподалёку от пересечения Коптевского путепровода с улицей Клары Цеткин. Идёт на северо-восток вдоль линии Окружной железной дороги (сейчас часть МЦК). Заканчивается у путей Октябрьской железной дороги. Протяжённость проезда составляет около 3,5 км.

### Пересечения
Проезд Черепановых пересекает следующие улицы:
- Коптевская улица;
- Михалковская улица;
- 3-й Новомихалковский проезд;
- 4-й Новомихалковский проезд;
- Улица Лихоборские Бугры.

## Здания и общественные пространства

### По нечётной стороне
- № 1 — «Дом с совой», одно из зданий посёлка, построенного для железнодорожников в начале XX века по проекту А. Н. Померанцева. До 2010-х годов в здании размещалась детская поликлиника[4].

### По чётной стороне
- № 24, стр. 1 — Дом культуры «Железнодорожник». С 2009 года принадлежит русскому народному ансамблю «Россия».
- № 28 — жилой дом со службами (тип № 2) комплекса зданий и сооружений станции «Лихоборы»;
- сквер вдоль домов 64 - 68 — в 2019 году на территории у жилых домов был обустроен сквер по программе «Мой район»[5]. На территории построили каток с раздевалками[6], детскую и спортивную площадки, а также площадку для выгула собак со снарядами для дрессировки.